# فيلكا ماكا
فيلكا ماكا (لغة : Veľká Mača) هي قرية وبلدية في منطقة غالنتا -إقليم ترنافا جنوب غرب سلوفاكيا . يبلغ عدد السكان 2,603 (احصاء 2011 ) The بلدية lies at an elevation of 124 metres and covers an مساحة of 14.813 km².